# むっちりむうにい
むっちり むうにいは、日本の漫画家・イラストレーター。代表作に『絶対×浪漫』（漫画）・『ロケットガール』（挿絵）・『十兵衛ちゃん』キャラクター原案など。同人サークル「HELLO WORLD」を主宰しており、『セーラームーン』の二次創作作品などをメインに発行している。

## 作品リスト

### 漫画
- 十兵衛ちゃん -ラブリー眼帯の秘密-（1999年、バーズコミックス ソニーマガジンズ）ISBN 4-7897-8217-4）
- 小娘オーバードライブ（2000年、角川書店）
- ぱらりらろまん（2002年、エンターブレイン）

ガールズラブ漫画
- 絶対×浪漫（2006年、一迅社）
- 純潔ロマンス（2011年、エンターブレイン）

ボーイズラブ漫画
- オフィスラブチック（2007年、光文社）
- 純愛ラブチック（2008年、光文社）

#### いずみはらきみ名義
- 赤塚不二夫劇場 ドリームタイムズ（2015年、ホーム社）

### 挿絵
- ベルファール魔法学園 誰にでもできるTRPG（角川スニーカー・G文庫/著者：大田原一博・山崎徹）
- 楽園の魔女たちシリーズ（コバルト文庫/著者：樹川さとみ）
- 小娘オーバードライブシリーズ（角川スニーカー文庫・〈新版〉ソノラマノベルス/著者：笹本祐一）
- ロケットガールシリーズ （富士見ファンタジア文庫/著者：野尻抱介） - 新装版・旧版2巻以降。
- ソーサル・ブラスバンド やつらは大乱調!（富士見ファンタジア文庫/著者：山下定）
- ソロモンの封印 魔導師さまの弟子なのだ。（ポプラ ポップ・ストーリーズ/著者：上杉光）
- 闘鬼風雲録シリーズ（ファミ通文庫/著者：秋津透）
- 放課後宇宙戦争シリーズ（ファミ通文庫/著者：秋津透）
- 子猫のための探偵教室（コバルト文庫/著者：松田志乃ぶ）

### その他
- アニメ『十兵衛ちゃん』・『ロケットガール』にて、キャラクター原案を担当。
- 『新世紀エヴァンゲリオン』のLDのリーフレットの4コマ漫画を担当。
- 『キディ・グレイド』の第15話アイキャッチでイラストを担当。
- PC-FX/プレイステーション用ゲームソフト『ファイアーウーマン纏組』にて、キャラクターデザインを担当。